# NGC 1593
NGC 1593 (NGC 1608) é uma galáxia lenticular (S0) localizada na direcção da constelação de Taurus. Possui uma declinação de +00° 34' 04" e uma ascensão recta de 4 horas, 32 minutos e 06,1 segundos.
A galáxia NGC 1593 foi descoberta em 7 de Novembro de 1863 por Albert Marth.